# Шнеллер

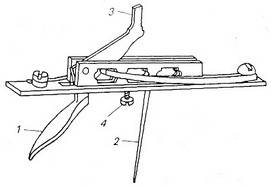
Шнеллер: 1) курок, який зводять; 2) спускова спиця; 3) ударник; 4) гвинт регулювання; при натисканні на спицю звільняється заціп ударника і він б'є по шепталу, роблячи спуск

Шне́ллер (від нім. schneller — «швидше») — пристрій, який монтується на деяких моделях стрілецької зброї, що дозволяє значно зменшити зусилля, потрібне для спуску курка при натисканні на спусковий гачок. Це дозволяє уникнути «смикання» зброї, яке відбувається при надмірному зусиллі спуску, і яке дуже сильно знижує влучність стрільби.
Шнеллер має вагомі переваги перед звичайним спусковим механізмом. Так, застосування шнеллерного спуску на спортивній зброї призводить до різкого підвищення результатів стрільби. Зусилля, необхідне для пострілу зі шнеллерним спуском, знаходиться в діапазоні 1 — 100 грамів і, як правило, може легко регулюватися стрільцем (при тому, що без шнеллера зусилля на спуск зазвичай становить близько 2 кг). Однак використання шнеллера вимагає підвищеної обережності, оскільки часто призводить до випадкових пострілів, але холоднокровному і спокійному стрільцю шнеллер значно полегшує точну стрільбу. У будь-якому випадку, фахівці сходяться на думці, що користування шнеллером вимагає серйозного досвіду, з якої б зброї не велася стрільба.
Найчастіше зброя з шнеллером має два спускові гачки. Гачок шнеллера розташовується позаду звичайного, при натисканні на нього відбувається активація шнеллерного спуску. Для пострілу стрільцю після цього досить лише злегка торкнутися звичайного гачка. На ряді моделей зброї з шнеллером є тільки один, звичайний, спусковий гачок, який для включення шнеллера потрібно віджати вперед. Зусилля на спуск зазвичай може регулюватися спеціальним гвинтом, розташованим біля гачка шнеллера.
Ряд джерел не рекомендує користуватися шнеллером в сильні морози (нижче —12 ° С). Якщо шнеллер був насторожений[уточнити], але пострілу не було, слід негайно припинити дію шнеллера щоб уникнути нещасних випадків (при поширеній схемі з двома гачками — відкрити затвор і потім натиснути на спуск). Що стосується спортивної зброї, то застосування шнеллера хоча і дає прекрасний результат, не може бути рекомендовано стрільцю-початківцю, оскільки викличе у нього звичку, шкідливу для продовження спортивної кар'єри.
Шнеллер не є винаходом останніх десятиліть — відомо, що таким механізмом, який принципово не відрізняється від сучасного, оснащувалися деякі арбалети починаючи з XVI століття.
Шнеллер іноді фігурує в художній літературі. Він згадується, наприклад, в романі Івана Єфремова «Лезо бритви»:
|  | Вона підняла гвинтівку. Ахмед кинувся до неї з вишкіреними зубами. Тіллоттама думала лише налякати його, але вона й гадки не мала про «шнеллер». Ледь палець доторкнувся до спуску, як гримнув постріл. |